# Aida Pontiroli
Aida Pontiroli (1919 - 2009) va ser una botànica i pteridòloga argentina. Al 1947 va obtenir el doctorat en botànica, en la Universitat Nacional de La Plata.
Va formar part d'una admirable sèrie de destacats deixebles del botànic Àngel Lulio Cabrera, entre ells: Genoveva Dawson, Otto Solbrig, Jorge Morello, Humberto A. Fabris (1924-1976), Delia Abbiatti, Noemí N. Correa, Delia Añón Suárez, Cristina Orsi, Amelia Torres, Elsa Matilde Zardini, Jorge Crisci, Roberto Kiesling i Fernando Omar Zuloaga.
Va treballar en la Divisió Plantes Vasculars, que porta honorariamente el nom de "Àngel Lulio Cabrera", que va ser continuat en la direcció del DPV per l'autora. Partició extensament en la publicació de Flora de la Província de Buenos Aires, edició del Institut Nacional de Tecnologia Agropecuària, amb èmfasi en Calyceraceae.

## Algunes publicacions

### Llibres
- 1963. Flora argentina: Calyceraceae. Volumen 9, Nº 41 de Revista del Museo de La Plata: Sección botánica. 241 pp.
- 1949. Nota sobre algunas algas argentinas antárticas y sub antárticas. Nº 73 de Notas del Museo de La Plata: Botánica. Ed. Universidad Nacional de La Plata. 334 pp.